# Endophyt
Als Endophyten (von altgriechisch ἔνδον éndon „innen, innerhalb“ und φυτόν phytón „Gewächs, Pflanze“) werden Lebewesen, meist Pilze oder Bakterien bezeichnet, welche im Inneren des Vegetationskörpers einer Pflanze leben. Während manche Endophyten Krankheitssymptome hervorrufen, verursachen andere keine Schäden und können sogar in einem symbiotischen Verhältnis zu ihrer Wirtspflanze stehen, indem sie Substanzen produzieren, welche den Wuchs der Pflanze fördern oder ihre Stresstoleranz erhöhen. Es wird vermutet, dass diese für beide Seiten vorteilhaften Fälle durch Koevolution von Wirt und Besiedler aus einem ursprünglich parasitischen Verhältnis entstanden sind.

## Endophytische Pilze

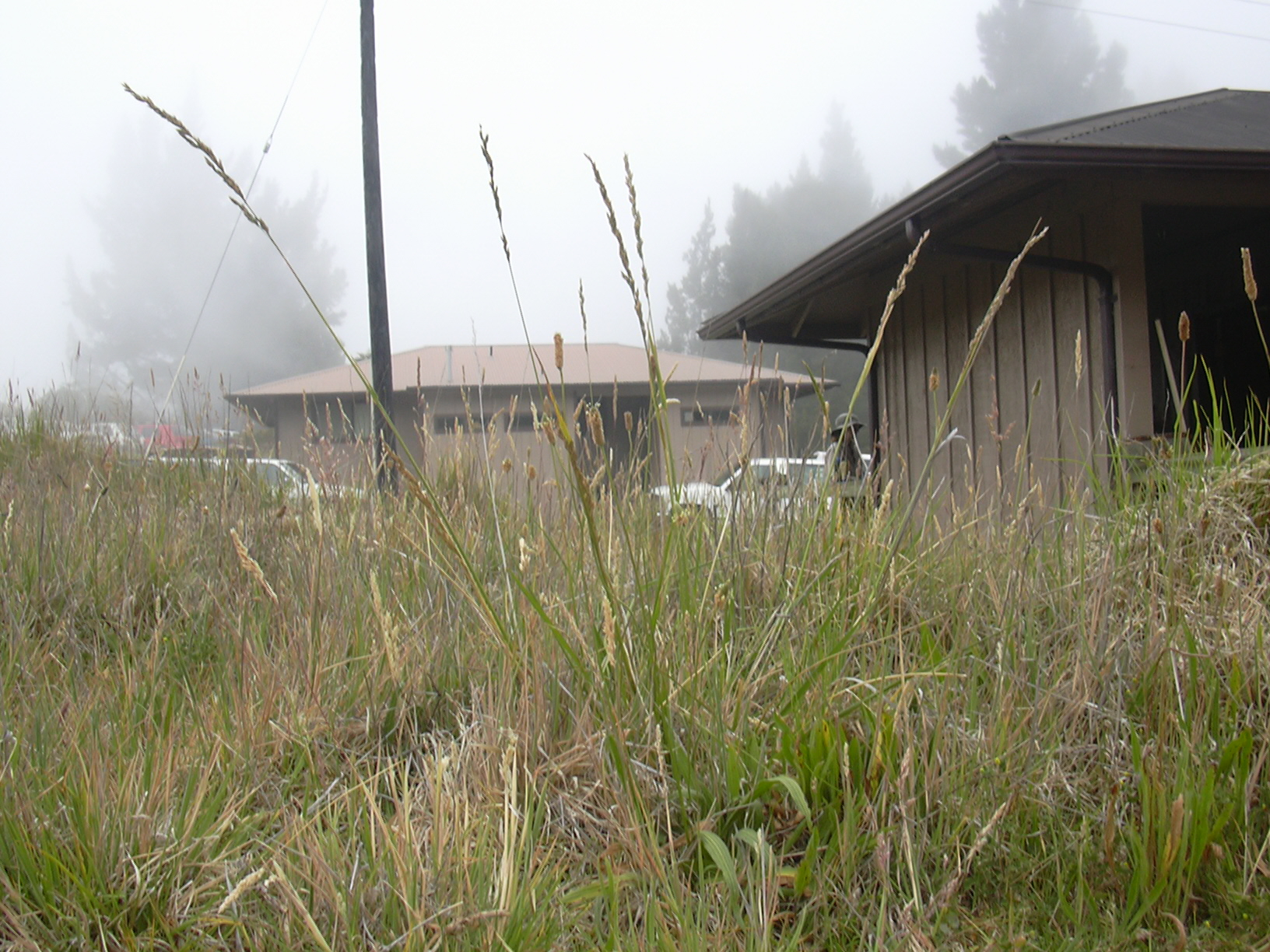
Rohr-Schwingel – ein Wirt für endophytische Pilze

Endophytische Pilze im Genus Epichloë (und anamorphe Verwandte des Genus Neotyphodium) besiedeln häufig Gräser, in denen das Pilz-Myzel den gesamten Stängel sowie die Blätter durchdringen kann. Nach einer Infektion der Blüten werden diese Pilze oft mit den Samen ihrer Wirtspflanze verbreitet. Für Neotyphodium ist dies die einzige Form der Vermehrung und Verbreitung. Infektionen von benachbarten Pflanzen kommen nur im Fall von Epichloë vor. Häufig produzieren diese endophytischen Pilze Alkaloide, welche Pflanze und Pilz vor Fraßfeinden schützen. Daneben kann die Besiedelung mit dem Pilz die Wirtspflanze robuster gegen Umweltfaktoren wie Trockenheit machen, wobei die zu Grunde liegenden Mechanismen dieses Schutzes noch weitgehend unbekannt sind.
Ein bekanntes Beispiel ist der Rohr-Schwingel (Festuca arundinacea), der von dem Schlauchpilz Neotyphodium coenophialum besiedelt wird. Während nicht-infiziertes Gras ein gutes Weidefutter darstellt, zeigt Vieh, das infiziertes Gras frisst, eine Reihe von Krankheitssymptomen, die von Lethargie über vermindertes Wachstum und geringere Fruchtbarkeit bis zu Gangrän reichen. Für diese Symptome sind die von N. coenophialum produzierten Mutterkornalkaloide, insbesondere Ergovalin, verantwortlich. Weitere von N. coenophialum produzierte Alkaloide, insbesondere Lolinalkaloide und Peramin besitzen insektizidische Eigenschaften, sodass sie zum Fraßschutz der Gras-Endophyt-Gemeinschaft beitragen.
Mögliche Anwendungen für endophytische Pilze, die erforscht werden, sind die Nutzung zur Erzeugung einer erhöhten Toleranz in Nutzpflanzen gegen Insektenfraß und Trockenheit, möglichst bei erhaltener Eignung der Pflanze als Tierfutter.
Ebenfalls zumindest teilweise im Inneren des Pflanzenkörpers und somit endophytisch wachsen zahlreiche wurzelbesiedelnde Mykorrhiza-Pilze. Diese finden sich als Symbionten bei den meisten Landpflanzen und haben einen positiven Einfluss auf die Nährstoffaufnahme und Stresstoleranz ihrer Wirte. Sie werden allerdings meist nicht als Endophyten bezeichnet, da ein bedeutender Teil des Myzels außerhalb des Pflanzenkörpers wächst.

## Endophytische Bakterien

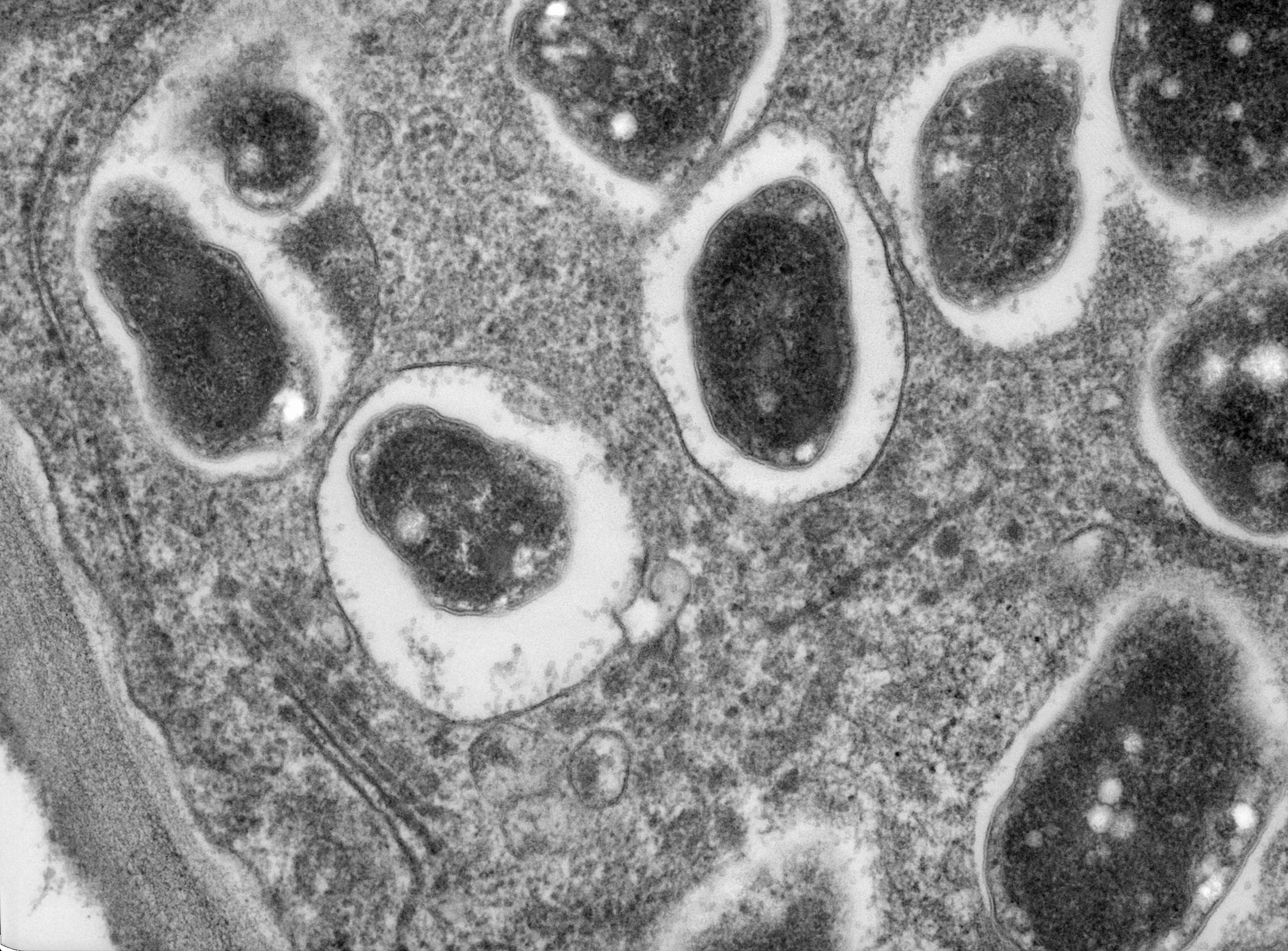
Mikroskopaufnahme eines Wurzelknöllchens der Sojabohne (Glycine max), besiedelt mit Bakterien der Gattung Bradyrhizobium

Verschiedene Arten endophytischer Bakterien wurden in mehreren Pflanzen nachgewiesen. Dabei können unterschiedliche Bakterienarten gleichzeitig in der gleichen Pflanze gefunden werden, wobei einzelne Arten meist ein bestimmtes Pflanzengewebe besiedeln.
Neben pathogenen Bakterien wie Agrobacterium tumefaciens verursachen viele endophytische Bakterien keine Krankheitssymptome oder führen sogar zu wachstumsfördernden Effekten. So sind verschiedene Arten bekannt, die Pflanzenhormone produzieren, welche den Wuchs beeinflussen können. Von großer Bedeutung ist auch die Bereitstellung von Nährstoffen durch endophytische Bakterien, insbesondere die Fixierung von Stickstoff aus der Luft, am höchsten entwickelt bei der Symbiose zwischen Knöllchenbakterien und Hülsenfrüchtlern. Auch konnte in manchen Fällen nachgewiesen werden, dass die Besiedlung mit endophytischen Bakterien die Wirtspflanze widerstandsfähiger gegen den Befall mit Pathogenen machte, möglicherweise weil die Endophyten mögliche Angriffsstellen schon besetzt hielten oder durch die Produktion von Abwehrstoffen. Das im Samen von Reispflanzen vorkommende Bakterium Sphingomonas melonis ZJ26 schützt seine Wirtspflanze vollständig gegen Befall durch Burkholderia plantarii.

## Endophytische Kinetoplastea
Die Kinetoplastea (auch Kinetoplastida) bilden eine Klasse geißeltragender einzelliger Organismen (Flagellaten); sie gehören zu den Euglenozoa. Viele Kinetoplasten sind Parasiten. Die Trypanosomatida sind eine Gruppe von einzelligen Flagellaten innerhalb der Gruppe der Kinetoplastea; (die
Afrikanische Schlafkrankheit und verschiedene Tierseuchen werden von den zugehörigen Arten verursacht). Einige Pflanzenschädlinge der Gattung Phytomonas zählen zu diesen Trypanosomatida.

## Endophytische Algen
Marine Makroalgen sind häufig von endophytischen filamentösen Braun-, Rot- und Grünalgen bewohnt. Die Endophyten wachsen oft gänzlich innerhalb des Wirtes, nur die reproduktiven Strukturen der Endophyten befinden sich an der Wirtsoberfläche. Endophytische filamentöse Braunalgen sind mit der Ausnahme von Herpodiscus durvillaeae pigmentiert und daher nicht auf einen Wirt angewiesen, der sie mit Nährstoffen versorgt. Die Mehrheit der endophytischen Rotalgen hingegen besitzen eine reduzierte Pigmentierung oder haben diese gänzlich verloren und sind daher obligatorisch auf den Wirt angewiesen.
Infektionen durch endophytische Algen treten in marinen Makroalgen häufig zusammen mit morphologischen Fehlbildungen auf. Ein kausaler Zusammenhang zwischen Endophyteninfektionen und Symptomen wurde jedoch noch nicht angewiesen.

## Endophytische Pflanzen
Ein Beispiel für eine endophytische Pflanze ist die Riesenrafflesie, deren Blüten als die größten Einzelblüten im Pflanzenreich gelten. Sie lebt als Vollschmarotzer vollständig innerhalb von Lianen der Gattung Tetrastigma und besteht aus einem myzelartigen, mit Haustorien durchsetzten Geflecht. Wurzeln, Sprosse und Laubblätter werden nicht ausgebildet.